# رابین بنگتسون
رابین بنگتسون (به انگلیسی: Robin Bengtsson) (زاده ۲۷ آوریل ۱۹۹۰) خواننده سوئدی است.
او در مسابقه آواز یوروویژن ۲۰۱۷ نماینده سوئد بود و به مقام پنجم دست یافت.